# تيم وايتهيد
تيم وايتهيد (بالإنجليزية: Tim Whitehead)‏ هو مدرب رياضي أمريكي، ولد في 1961 في لورينسفيل في الولايات المتحدة.

## وصلات خارجية
- تيم وايتهيد على موقع EliteProspects.com (الإنجليزية)
- تيم وايتهيد على موقع HockeyDB.com (الإنجليزية)